# 2307 Garuda
A 2307 Garuda (ideiglenes jelöléssel 1957 HJ) a Naprendszer kisbolygóövében található aszteroida. 1957. április 18-án fedezték fel.